# Helius (Helius) costofimbriatus
Helius (Helius) costofimbriatus is een tweevleugelige uit de familie steltmuggen (Limoniidae). De soort komt voor in het Oriëntaals gebied.